# 許訥巴赫河
47°59′10″N 10°43′49″E / 47.98602°N 10.73034°E
許訥巴赫河（德語：Hühnerbach），是德國的河流，位於該國東南部，由巴伐利亞負責管轄，屬於根納赫河的右支流，河道全長34公里，流域面積72平方公里。